# David D. McKiernan

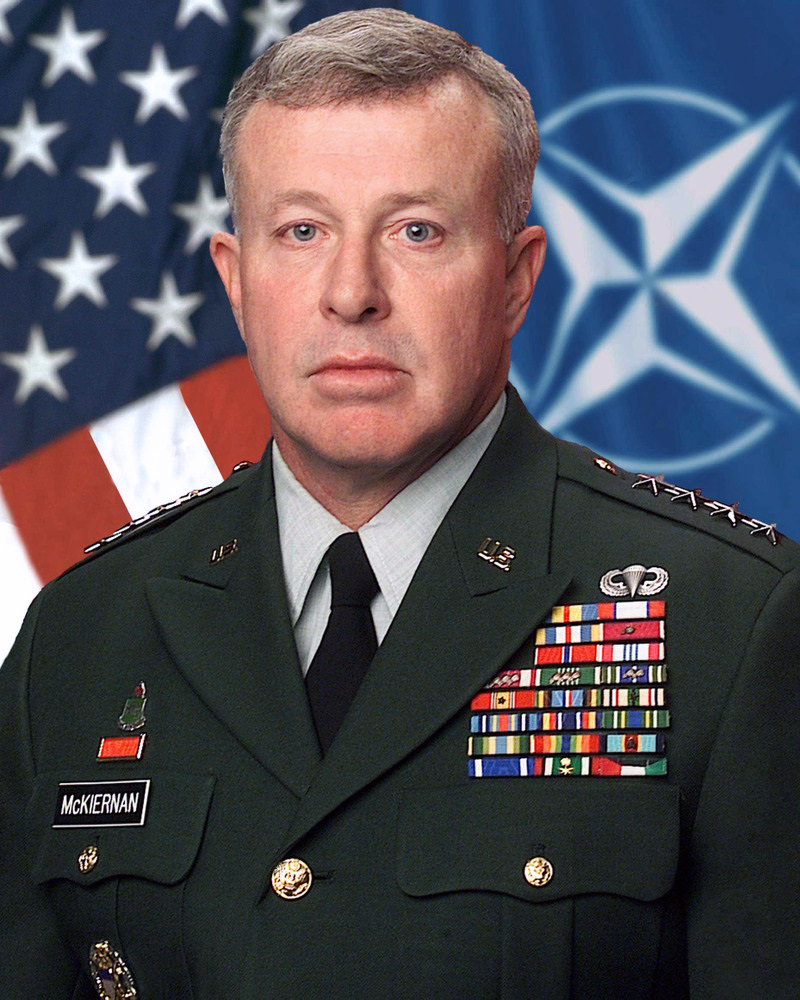
General McKiernan

David Deglan McKiernan (* 11. Dezember 1950 in Atlanta, Georgia) ist ein ehemaliger General der US Army und war vom Juni 2008 bis zum Juni 2009 Kommandeur der internationalen Schutztruppe für Afghanistan (ISAF). Seit Oktober 2008 war er zusätzlich Kommandeur der neu aufgestellten U.S. Forces Afghanistan, womit ihm alle restlichen US-Truppen im Land unterstanden, mit Ausnahme der Sonderverbände des US Joint Special Operations Command (JSOC). Davor war er vom Dezember 2005 bis zum Mai 2008 Kommandeur der 7. US-Armee/US Army Europe. Von 2002 bis 2004 war er Kommandeur des Coalition Forces Land Component Command (CFLCC) der Koalitionstruppen im Irakkrieg, welches für alle alliierten Bodentruppen im Irak verantwortlich war.

## Militärische Laufbahn
McKiernan trat 1972 in die US Army ein, indem er ein ROTC-Stipendium am College of William and Mary erhielt. Er hat einen Master of Public Administration der Shippensburg University und einen Ehrendoktortitel seines alten Colleges.
Nach der Infanterieoffiziergrundausbildung wurde er zum 4. Bataillon, 63. US-Panzerregiment der 1. US-Infanteriedivision versetzt. Dort diente er als Zugführer eines Spähzugs und später bis 1975 als Executive Officer (XO) einer Panzerkompanie. Nach einer Verwendung bei der 2. US-Infanteriedivision in Südkorea wurde er zur 4. Staffel des 7. US-Kavallerieregiments versetzt und diente dort als Erster Offizier und Motoroffizier der Staffel, bis er im Anschluss, 1976, den Panzeroffizier-Weiterbildungskurs besuchte.
Nach diesem Kurs diente McKiernan im 2. Bataillon, 33. US-Panzerregiment der 3. US-Panzerdivision in Kirchgöns in Deutschland. Dort von 1977 bis 1981 als Motoroffizier des Bataillons, Kompaniechef und S-3 (Ausbildung, Planung, Operationen) des Bataillons. Nach dem Abschluss am Command and General Staff College wurde er ins Hauptquartier des US Army Training and Doctrine Command, dem Ausbildungskommando der US Army, versetzt und diente dort als Stabsoffizier im Büro des stellvertretenden Stabschefs für Ausbildung. 1984 kam er zurück zur 3. US-Panzerdivision und übernahm den Posten des S-3 der 1. Brigade, später den des Ersten Offiziers des 2. Bataillons des 32. US-Panzerregiments und zuletzt als G-3 der Division verantwortlich für die Ausbildung. 1987 verließ McKiernan die 3. US-Panzerdivision wieder und diente als Panzerzuweisungsoffizier in der Colonels Division der US Army Personalkommandos.
Von 1988 bis 1990 kommandierte McKiernan in Deutschland das 1. Bataillon, 35. US-Panzerregiment der 1. US-Panzerdivision. Danach wurde er im Juli 1990 Senior-Beobachter und Kontrolleur der Panzertruppen am Combat Maneuver Training Center (CMTC) bei Hohenfels in Deutschland. Im Dezember 1990 wurde er ins Hauptquartier des VII. US-Korps versetzt, um dort den Taktischen Kommandoposten des Korps während der Operationen Desert Shield und Desert Storm zu übernehmen. Nach dieser Verwendung ging er wieder ans CMTC und bald darauf absolvierte er das US Army War College.
Nach dem Army War College wurde McKiernan zur 1. US-Kavalleriedivision versetzt und diente dort als G-3 (Operationen) der Division und ab 1993 als Kommandeur der 1. Brigade der Division bis zum Jahre 1995. Zudem sammelte in den 1990ern Erfahrung als Stabsoffizier während der Jugoslawienkriege. Im Juli 1996 wurde McKiernan zum Allied Command Europe Rapid Reaction Corps (ARRC) versetzt und diente dort als stellvertretender Stabschef G-2/G-3, unter anderem auch in Rheindahlen in Deutschland und vorwärtig eingesetzt in Sarajevo, Bosnien und Herzegowina. Dann wurde er 1997 zur 1. US-Infanteriedivision versetzt und war dort als assistierender Divisionskommandeur (Manöveraufgaben) bis 1998 eingesetzt. Vom August 1998 bis September 1999 diente er als stellv. Stabschef (Operationen) im Hauptquartier der US Army Europe während der Operationen in Bosnien und Herzegowina, Albanien und im Kosovo.

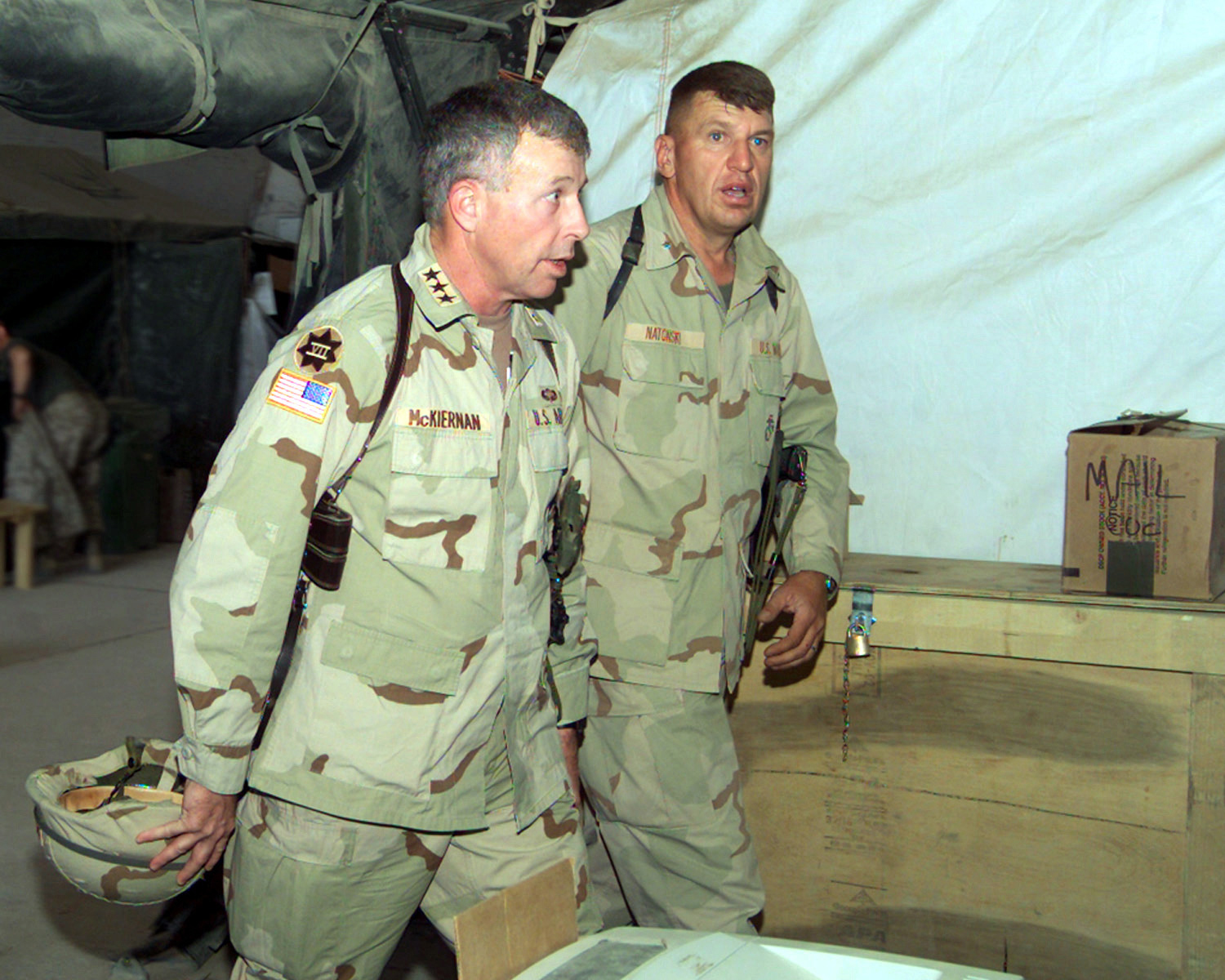
McKiernan mit Brigadier General Richard F. Natonski (2003).

Dann wurde McKiernan nach Fort Hood, Texas versetzt und übernahm das Kommando über die 1. US-Kavalleriedivision von Oktober 1999 bis Oktober 2001. Danach wurde er als Operationschef (G-3) im Hauptquartier der US Army im Department of the Army eingesetzt. Ein Jahr später, am 6. September 2002, übernahm er das Kommando über die 3. US-Armee und damit über die Truppen der US Army (ARCENT), die dem US Central Command (CENTCOM) unterstellt sind. In dieser Verwendung übernahm er auch das Kommando über das Coalition Forces Land Component Command in Vorbereitung auf die Operation Iraqi Freedom, dem Einmarsch von US-geführten Koalitionstruppen in den Irak. Im März 2003, zu Beginn des Irakfeldzuges, kommandierte McKiernan alle beteiligten US- und Koalitionsbodentruppen. Von 2004 bis 2005 war er stellvertretender Kommandierender General bzw. Stabschef des US Army Forces Command, dem größten Kommando der US Army. Und übernahm anschließend, am 15. Dezember 2005, das Kommando der 7. US-Armee/US Army Europe.

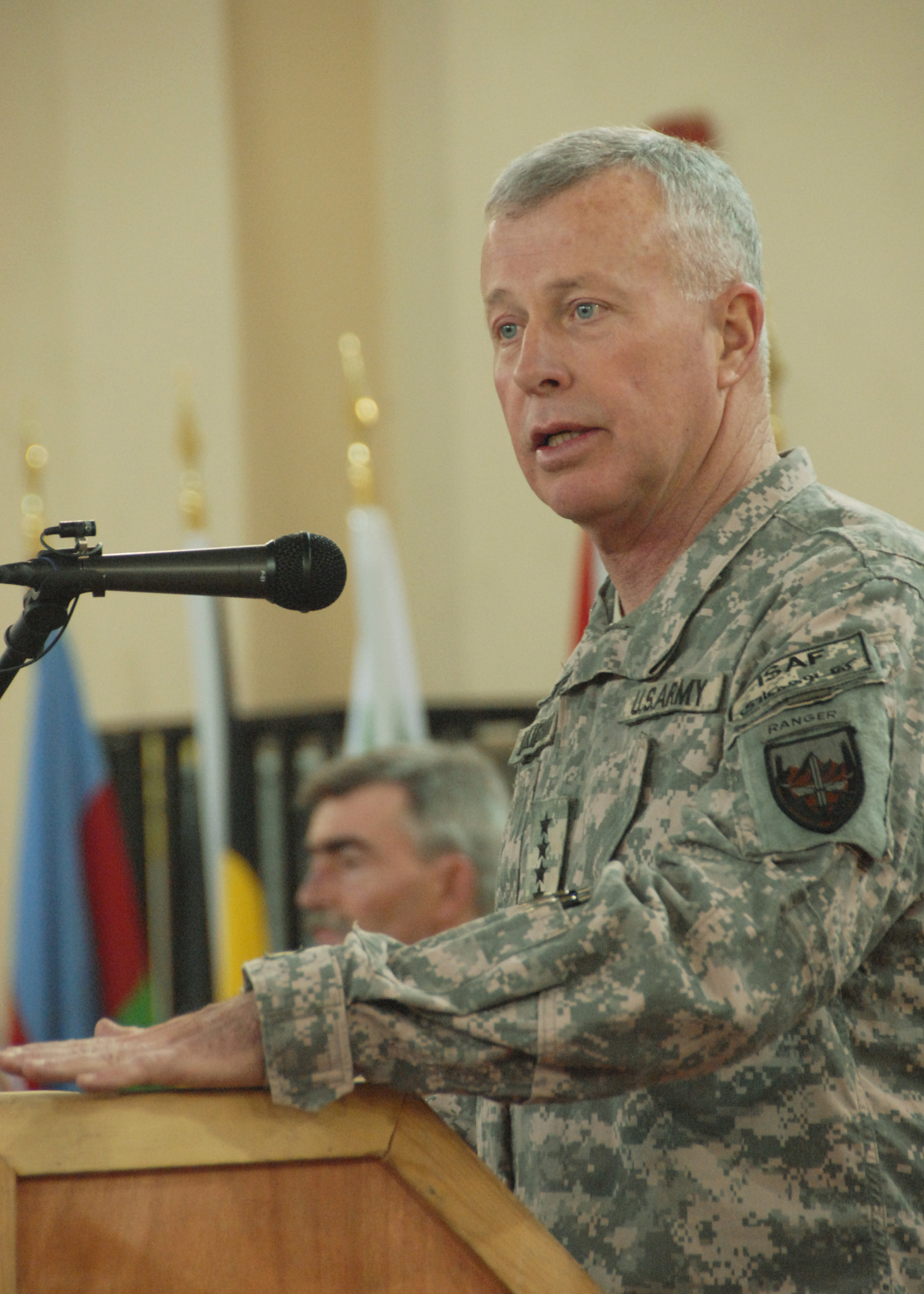
McKiernan als ISAF-Kommandeur im ISAF Headquarters in Kabul, Afghanistan (Jan. 2009).

Am 18. Januar 2008 nominierte US-Verteidigungsminister Robert Gates McKiernan als Nachfolger von General Dan K. McNeill in der Funktion des Kommandeurs der internationalen Schutztruppe für Afghanistan (ISAF). Daher übergab McKiernan am 2. Mai 2008 das Kommando an seinen Stellvertreter Lieutenant General Gary D. Speer, da der nominierte Nachfolger Martin E. Dempsey noch als amtierender Kommandeur des US Central Command gebunden war. Anlässlich seiner Versetzung wurde er von der Bundeswehr mit einem großen Zapfenstreich geehrt und ihm wurde am 29. April 2008 von Bundespräsident Horst Köhler das Große Bundesverdienstkreuz mit Stern und Schulterband verliehen. Am 3. Juni 2008 übernahm McKiernan schließlich das Kommando der ISAF in der afghanischen Hauptstadt Kabul.
Am 6. Oktober 2008 wurde McKiernan zusätzlich das Kommando über die neu aufgestellte United States Forces Afghanistan (USFOR-A) übertragen und die Operationen ISAF und OEF faktisch verschmolzen. Die US-Truppen, die nicht unter ISAF-Kommando standen, wurden bis dahin vom Regionalkommandeur Ost, einem Major General der US-Streitkräfte geführt.
Im Mai 2009 gab Verteidigungsminister Robert Gates bekannt, dass Stanley A. McChrystal von McKiernan den Posten des Kommandeurs der ISAF und zugleich die US Forces Afghanistan übernehmen soll. Über die genauen Gründe der schnellen Ablösung von McKiernan nach nur einem Jahr als Kommandeur herrschte Unklarheit. Es wurde vermutet, dass ebenso wie im Irak 2007 in Afghanistan ein Kurswechsel in Richtung einer Neuen Strategie in der Aufstandsbekämpfung stattfinden solle und McKiernan, der während des Irakkrieges 2003 alle Bodenoperationen geleitet hatte, dazu nicht der beste Mann sei. Tatsächlich erwähnte Präsident Obama ausdrücklich, dass die von ihm verfügte Truppenaufstockung von McKiernan angefordert worden war.
Es war das erste Mal, dass ein Top-General zu Kriegszeiten vom Dienst entlassen wurde, seit mehr als 50 Jahren, als Präsidenten Harry Truman General Douglas MacArthur auf dem Höhepunkt des Koreakrieges entließ.
Am 15. Juni 2009 löste McChrystal McKiernan schließlich ab. Zum 15. Juli 2009 trat McKiernan in den Ruhestand.

## Auszeichnungen
Auswahl der Dekorationen, sortiert in Anlehnung der Order of Precedence of Military Awards:
- Defense Distinguished Service Medal (2 ×)
- Army Distinguished Service Medal (3 ×)
- Defense Superior Service Medal
- Legion of Merit (3 ×)
- Bronze Star
- Defense Meritorious Service Medal
- Meritorious Service Medal (4 ×)
- Army Commendation Medal (4 ×)
- Army Achievement Medal (4 ×)
- Großes Verdienstkreuz mit Stern und Schulterband des Verdienstordens der Bundesrepublik Deutschland